# Chef du Commonwealth
Le chef du Commonwealth est la personne qui est officiellement à la tête du Commonwealth. Le chef du Commonwealth n'exerce aucune autorité sur les États membres ; il symbolise, de manière cérémonielle, l'unité de l'organisation. Ce titre est à distinguer de celui de secrétaire général du Commonwealth.
Le titre est créé en 1949, et le premier chef du Commonwealth est le roi George VI. Sa fille Élisabeth II lui succède à sa mort en 1952. L'actuel chef du Commonwealth est le roi Charles III. Ce titre n'est toutefois pas héréditaire. Il est également distinct de la monarchie britannique, puisque le chef du Commonwealth est à la tête d'une organisation qui regroupe 56 États souverains, dont des royaumes du Commonwealth mais aussi des républiques et des États dotés de leur propre monarchie.
Le roi Charles III est à la tête de l'organisation depuis le 8 septembre 2022.

## Histoire
En 1949, George VI est le roi de chacun des pays qui composent alors le Commonwealth britannique (plus tard le Commonwealth des Nations) : le Royaume-Uni, le Canada, l'Australie, la Nouvelle-Zélande, l'Afrique du Sud, l'Inde, le Pakistan et Ceylan. Toutefois, le gouvernement indien souhaite que le pays devienne une république, mais pas qu'il quitte le Commonwealth parce que George VI n'est plus roi, comme ce fut le cas pour l'Irlande. Pour répondre à ce souhait, la déclaration de Londres, publiée le 28 avril 1949, et conçue par le premier ministre canadien Louis St-Laurent, stipule que le roi, en tant que symbole de la libre association des pays du Commonwealth, est le chef du Commonwealth. Ainsi, lorsque l'Inde adopte une Constitution républicaine le 26 janvier 1950, le roi George VI cesse d'être son monarque (le président de l'Inde remplaçant le roi comme chef d'État) mais continue d'être reconnu comme chef du Commonwealth.
La reine Élisabeth II devient chef du Commonwealth lors de son accession au trône en 1952. L'année suivante, une loi sur les titres royaux est adoptée dans chacun des royaumes du Commonwealth, ajoutant pour la première fois le terme « chef du Commonwealth » aux titres du monarque. La reine fait en outre créer un drapeau personnel en décembre 1960 pour symboliser son rôle de chef du Commonwealth sans être associée à son rôle de reine d'un pays particulier. Au fil du temps, ce drapeau a remplacé l'étendard royal britannique lorsque la reine visitait les pays du Commonwealth dont elle était chef d'État mais ne possédait pas d'étendard royal pour ce pays, ou dont elle n'était pas chef d'État, ainsi que lors d'occasions liées au Commonwealth au Royaume-Uni. Lorsque la reine visitait le siège du Commonwealth à Londres, c'était cet étendard personnel — et non l'un de ses étendards royaux — qui était hissé. Après la mort de la reine, le 8 septembre 2022, le roi Charles III devient chef du Commonwealth.

## Titre
Le titre de chef du Commonwealth le plus utilisé est celui en anglais, Head of the Commonwealth. Le titre en français, chef du Commonwealth, est utilisé au Cameroun, au Canada, au Gabon, aux Seychelles, au Togo et au Vanuatu, ainsi que dans les dépendances de la Couronne de Jersey et de Guernesey. Le titre est également traduit et utilisé en afrikaans, en grec, en hindi, en latin, en malais, en maltais, en mandarin, en maori et en portugais.

## Succession
Le poste de chef du Commonwealth n'étant pas héréditaire, les successeurs sont choisis par les dirigeants du Commonwealth. Pour devenir chef du Commonwealth, Charles III a dû obtenir le consensus des chefs d'État et de gouvernement de tous les États membres, réunis en sommet.
Cependant, il y a eu des déclarations contradictoires sur la façon dont les successeurs au poste de chef du Commonwealth sont choisis. La déclaration de Londres présente le rôle du roi au sein du Commonwealth comme étant « le symbole de la libre association de ses nations membres indépendantes et, en tant que tel, le chef du Commonwealth », ce qui signifie que les républiques et les royaumes qui ne sont pas des royaumes du Commonwealth peuvent reconnaître le monarque en tant que chef du Commonwealth sans accepter sa personne en tant que chef d'État du pays. Dans les royaumes du Commonwealth, le titre de chef du Commonwealth fait partie du titre officiel du monarque. Dans les faits, bien que le Secrétariat du Commonwealth ait affirmé que tout successeur serait choisi collectivement par les chefs de gouvernement du Commonwealth, plusieurs dirigeants comme le premier ministre canadien Stephen Harper avaient déjà fait référence au prince Charles comme étant le futur chef du Commonwealth. En 2015, le premier ministre néo-zélandais John Key déclare que « le titre devrait simplement aller avec la Couronne ». En 2022 toutefois, le prince William, duc de Cambridge, laisse entendre dans une déclaration publiée par le palais de Kensington qu'il ne prendra peut-être pas la tête du Commonwealth, à la mort de son père.
Une fois en poste, il n'y a pas de limite quant à la durée du mandat, de sorte que le titulaire est pratiquement choisi à vie.

## Liste des chefs du Commonwealth
| Nom          | Portrait     | Date de naissance | Date de décès    | Date d'entrée en fonction | Date de fin des fonctions | Durée des fonctions       |
| ------------ | ------------ | ----------------- | ---------------- | ------------------------- | ------------------------- | ------------------------- |
| George VI    | George VI    | 14 décembre 1895  | 6 février 1952   | 28 avril 1949             | 6 février 1952            | 2 ans, 9 mois et 9 jours  |
| Élisabeth II | Élisabeth II | 21 avril 1926     | 8 septembre 2022 | 6 février 1952            | 8 septembre 2022          | 70 ans, 7 mois et 2 jours |
| Charles III  | Charles III  | 14 novembre 1948  | –                | 8 septembre 2022          | En fonction               | 2 ans, 8 mois et 19 jours |